# Oscar Bjerselius
Oscar Nils Jan Bjerselius, född 18 februari 2001 i Vendelsö, Sverige, är en svensk professionell ishockeyspelare som spelar för Mora IK i Hockeyallsvenskan.

## Klubblagskarriär

### Vendelsö IK och Haninge Anchors
Oscar Bjerselius började spela ishockey för moderklubben Vendelsö IK innan han sedan byte till Haninge Anchors. Väl i Haninge gick han hela vägen från upp till J18-laget. Han spelade totalt 31 matcher och noterades för 17 mål och 5 assist för Haninge J18-lag säsongen 2015/16 som då spelade i J18 Elit.

### Djurgårdens IF
Bjerselius flyttade inför säsongen 2016-17 till Djurgårdens IF U16.
Säsongen 2019/20 gjorde han debut i SHL.
Säsongen 2020/21 spelade han till sig ett rookie-kontrakt som gör att han har kontrakt även för säsongen 2021/22.

### Östersund IK
Skrev på för Östersund under säsongen 2022/23. Spelade 12 matcher innan han åkte på en skada som höll honom borta från spel tom början av 2023.

### Mora IK
Skrev på för Mora IK i Februari 2023.

## Landslagskarriär
Bjerselius har representerat Sverige i flera ungdomslandslag. WSI U14, WSI U15, WHC U17, WJC U18 och WJC U20.
I WJC U18 var han med och tog guld på hemmaplan i Örnsköldsvik.

## TV-pucken
Bjerselius representerade Stockholm Syd i TV-pucken 2016/17. Som kapten "C" ledde han sitt lag till en silvermedalj och utsågs till turneringens MVP.

## Utmärkelser och medaljer
2016-2017
TV-pucken MVP
TV-pucken Silvermedalj
U16 SM Guldmedalj
2017-2018
J18 Allsvenskan Norra - Flest assist (13st)
J18 SM Guldmedalj
2018-2019
Hlinka Memorial Silvermedalj
J20 SM Bronsmedalj
U18 VM Guldmedalj

## Privatliv
Oscar Bjerselius är yngre bror till Jacob Bjerselius som spelat för Västervik i Hockeyallsvenskan.